# Adams (krater marsjański)
Adams – duży krater uderzeniowy na Marsie o średnicy 90,22 km. Znajduje się na półkuli północnej, na wschód od marsjańskiego wulkanu Hecates Tholus. W 1973 roku nazwany na cześć amerykańskiego astronoma Waltera Sydneya Adamsa.